# 드류 앤더슨
앤드류 제임스 드류 앤더슨(Andrew James Drew Anderson, 1994년 3월 22일 ~ )은 미국의 야구 선수이자, 현 KBO 리그 SSG 랜더스의 투수이다.

## 미국 프로야구 시절
2017년에 필라델피아 필리스에 입단하였다.

## 한국 프로야구 시절

### SSG 랜더스시절
2024년 4월 27일에 로버트 더거를 대체할 외국인 투수로 영입되었다.